# Маринование

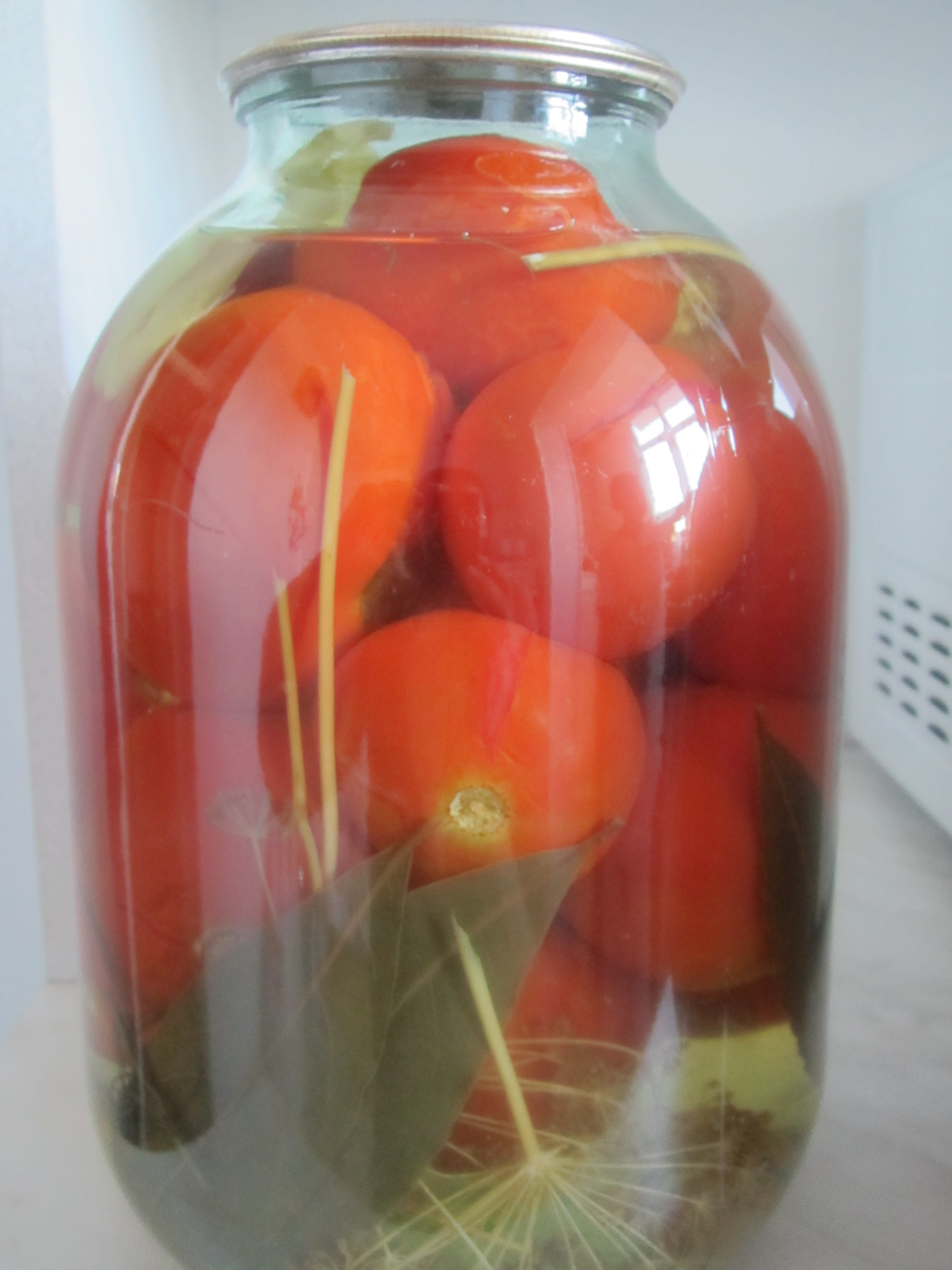
Маринованные помидоры

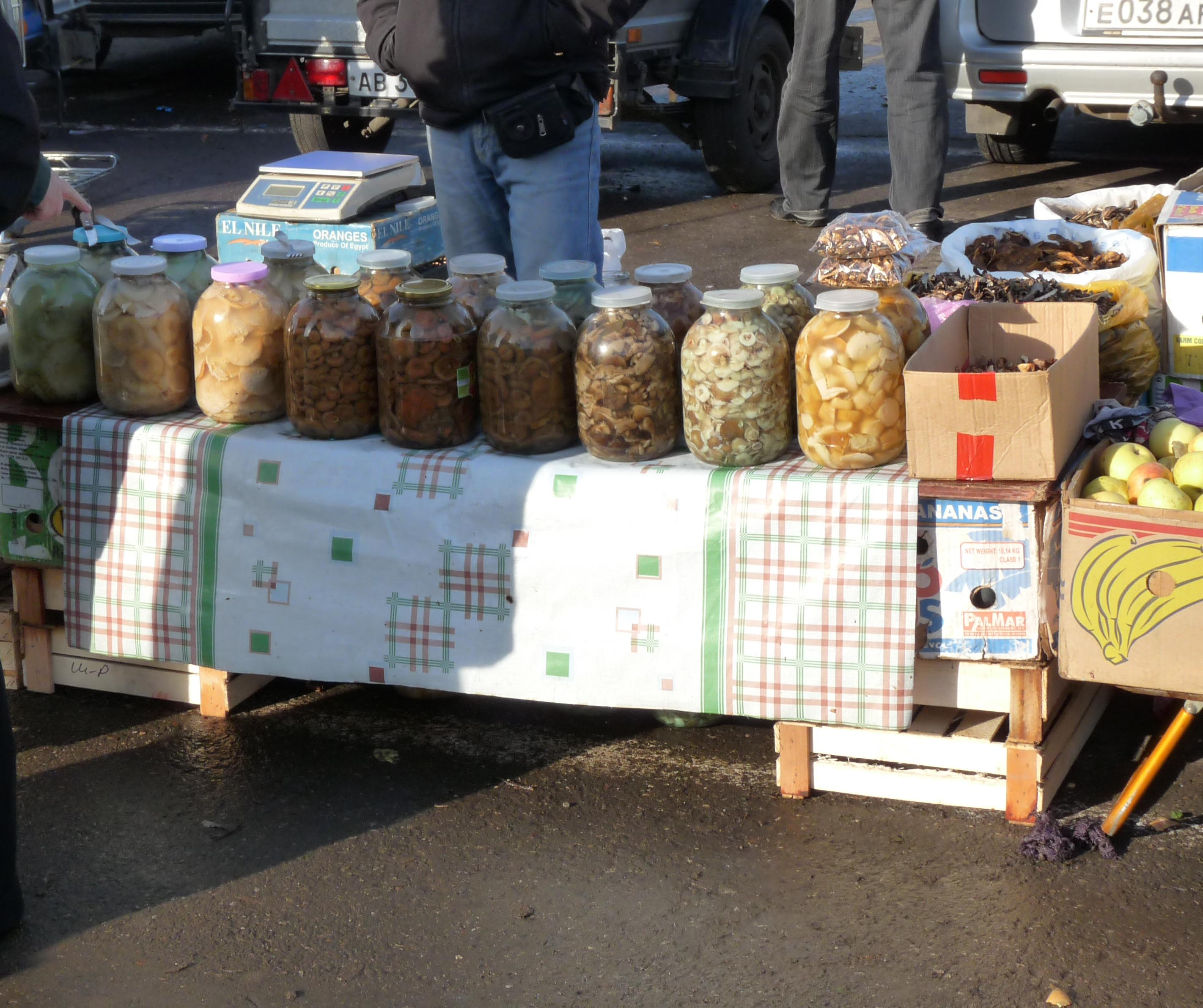
Маринованные грибы на рынке в Самаре

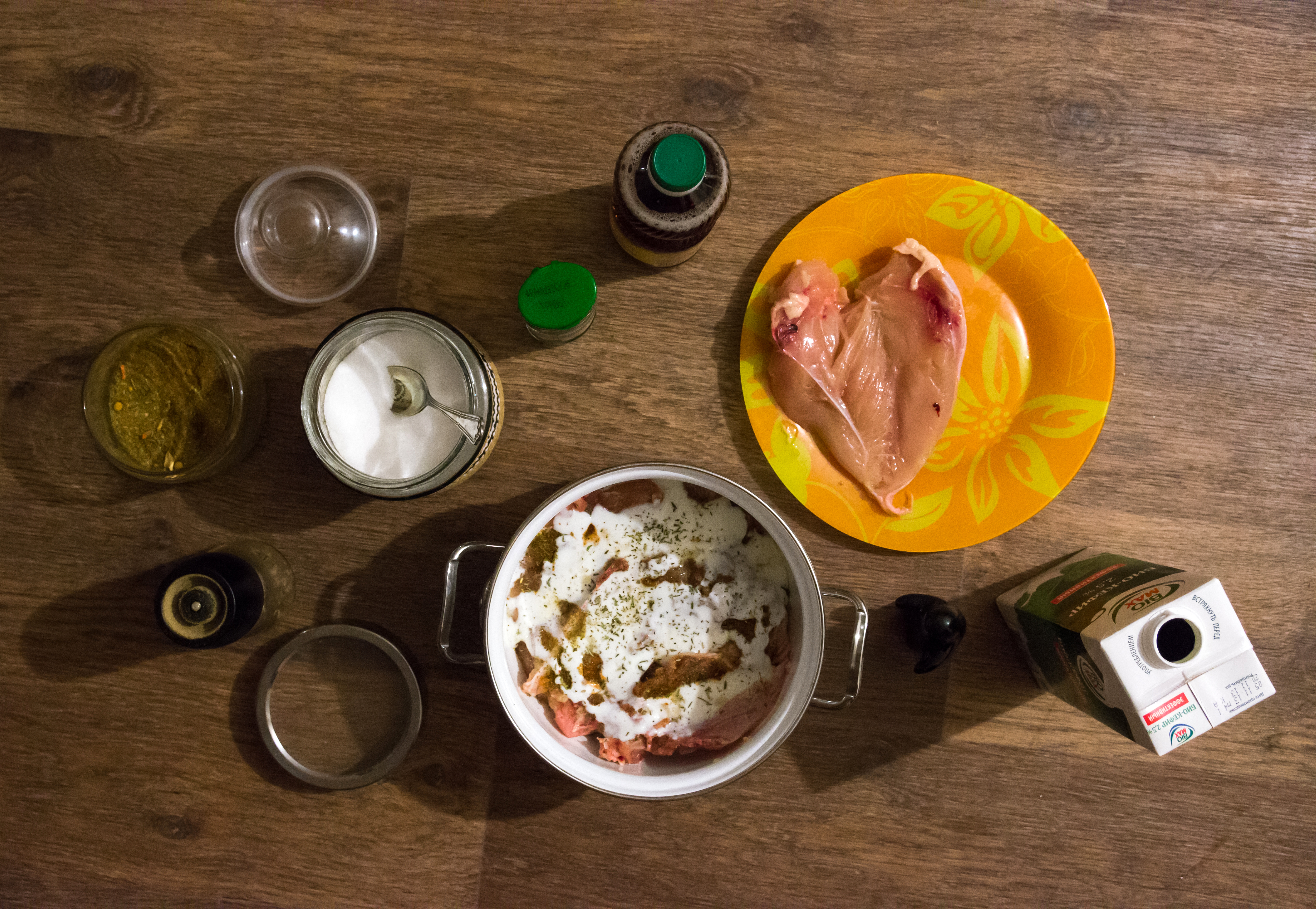
Маринование мяса

Маринование — способ консервирования пищевых продуктов, основанный на действии кислоты, которая в определённых концентрациях (и особенно в присутствии поваренной соли) подавляет жизнедеятельность многих микроорганизмов.
Также могут быть добавлены различные травы, растительное масло, лук и чеснок. Могут использоваться сладкие ингредиенты, такие как мёд или сахар. Маринованию для длительного хранения обычно подвергают различные овощи, фрукты и корнеплоды — репчатый лук и чеснок, огурцы и томаты, тыкву, свеклу и капусту. Выбор в основном падает на те продукты, которые не имеют яркого собственного вкуса, либо теряют свои свойства при «простом» хранении.
Также маринованию подвергают мясо, рыбу и птицу, особенно диких животных, для размягчения и избавления от неприятных запахов. Такая процедура проводится перед термической обработкой и, как правило, не используется для длительного сохранения белковой пищи.

## Дополнительные условия маринования
Допустимые во вкусовом отношении концентрации кислоты при определённых условиях не предохраняют продукт от развития некоторых плесеней, дрожжей и бактерий. Поэтому для сохранения продуктов применяют добавление поваренной соли, пастеризацию, хранение при пониженной (не выше 4°С) температуре в закрытой таре без доступа воздуха.

## Компоненты маринада для мяса и рыбы
- кислота (используется для смягчения мяса и предохраняет от бактерий). Обычно используются: лимонный сок, сухое вино, фруктовые соки, уксус.
- растительное масло (предохраняет мясо или рыбу от воздействия кислоты, а также в жирах хорошо растворяются ароматы различных специй). Можно взять любое растительное масло, например оливковое. Масло не должно иметь своего выраженного вкуса, чтобы не перебивать вкус приправ и мяса. Масло также предохранит мясо от пересыхания при дальнейшем приготовлении.
- пряности и специи (используются для ароматизации продуктов с невыраженным вкусом, таких как свинина или курица, придания дополнительных вкусовых оттенков).

## Продукты, подвергаемые маринованию
Маринованию подвергают овощи, грибы, рыбу, мясо, фрукты.

## Подготовка маринования
При подготовке к маринованию продукты сортируют по качеству и размерам, моют, а во многих случаях также чистят и режут; затем маринуют в свежем виде (некоторые плоды и ягоды) или предварительно проваривают (бланшируют), укладывают в тару и заливают маринадом, сваренным с добавлением сахара, пряностей, соли (для плодов без соли).